# 甘青蒿
甘青蒿（学名：Artemisia tangutica）为菊科蒿属的植物，是中国的特有植物。分布于中国大陆的甘肃、西藏、四川、青海等地，生长于海拔3,000米至3,800米的地区，一般生于山坡及河边沙地，目前尚未由人工引种栽培。

## 异名
- Artemisia tangutica Pamp. var. tomentosa Pamp.